# Rudolf Vierhaus

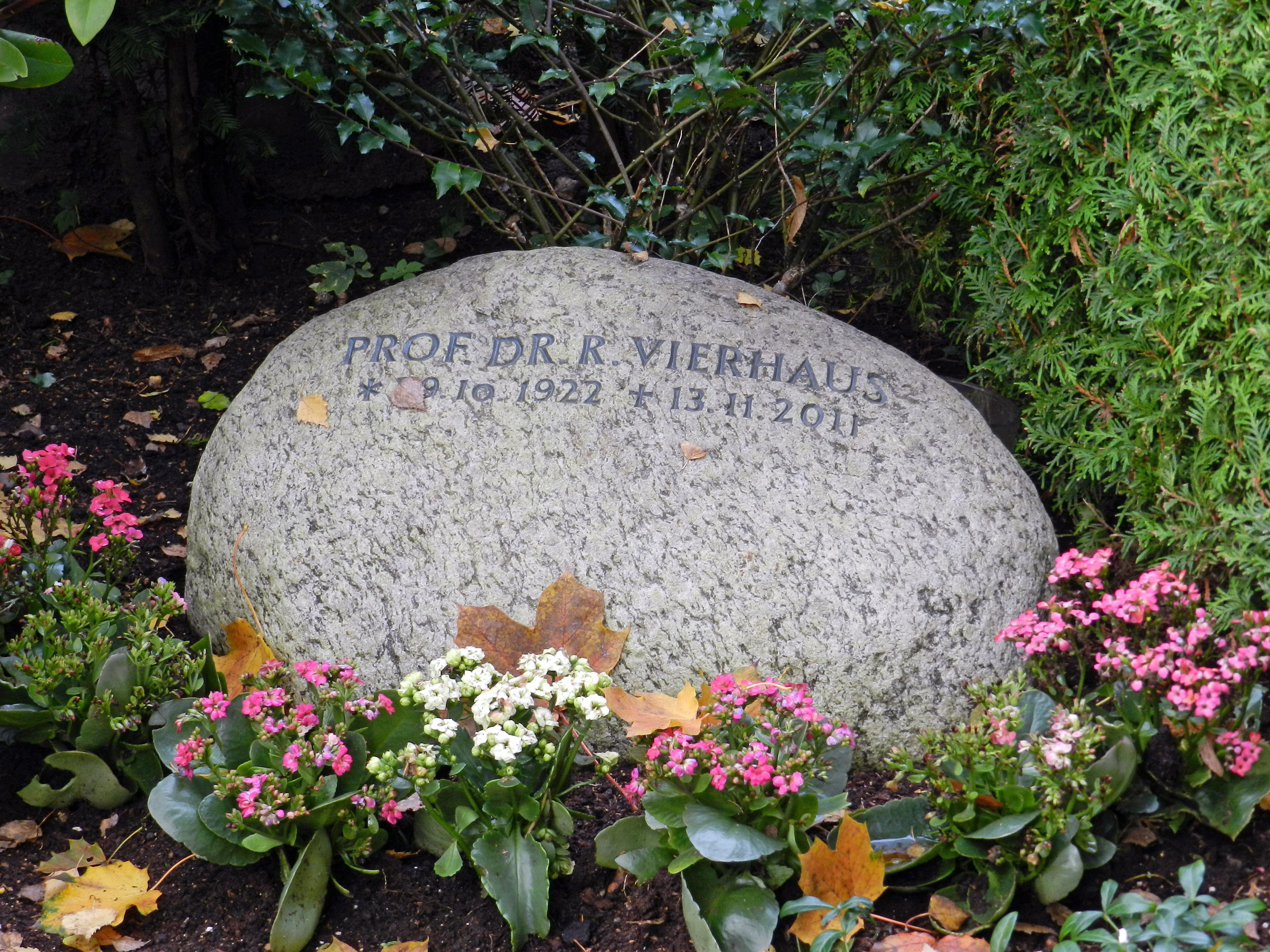
Tumba de Rudolf Vierhaus

Rudolf Vierhaus (Wanne-Eickel, 29 de octubre de 1922 - Berlín, 13 de noviembre de 2011) fue un historiador alemán.

## Biografía
Hijo de un minero, se alistó en el ejército en 1941. Prisionero militar, fue liberado en 1947 y comienza sus estudios en la Universidad de Münster. En 1955, obtiene su doctorado, bajo la dirección de Kurt von Raumer sobre el tema Leopold von Ranke y el mundo social. Tras recibir su habilitación, fue contratado como Profesor asociado de la Universidad de Münster.
En 1964, accede a la plaza de profesor en la nueva Universidad del Ruhr de Bochum. Desde 1971, es director del Instituto Max Planck de Historia de Gotinga, del que era director-adjunto desde 1968. Es allí donde da un impulso notable a la investigación histórica alemana en la época de la Ilustración, bien desde un punto de vista antropológica o desde la historia cotidiana y social. Al mismo tiempo, durante muchos años dirige la Göttinger Geschichtsverein de Gotinga.

## Obras
- Die Rekonstruktion historischer Lebenswelten. Probleme moderner Kulturgeschichtsschreibung.
- Deutschland im 18. Jahrhundert. Politische Verfassung. Soziales Gefüge. Geistige Bewegungen, Gotinga, 1987.
- Vergangenheit als Geschichte, Gotinga, 2003.